# Hassen Khalsi
Hassen Khalsi ou Hassan Khalsi (arabe : حسن الخلصي), de son nom complet Hassen Ben Abderrahmane Khalsi, né le 8 septembre 1931 à Tunis et mort le 9 avril 2007, est un acteur tunisien considéré comme l'un des précurseurs du théâtre tunisien.

## Biographie
Né dans le quartier de Bab Souika, au sein d'une grande famille notable tunisoise qui compte des marchands et artisans célèbres dans le commerce de la chéchia, ses débuts artistiques se font avec Hamadi Jaziri et Hamouda Mâali et il devient progressivement l'une des vedettes de la radio nationale des années 1950, 1960 et 1970. Sa notoriété se renforce avec le lancement de la télévision en 1966 : il devient un acteur majeur dans la majorité des œuvres dramatiques tunisiennes.
Il travaille ainsi avec le réalisateur Hamadi Arafa dans le feuilleton télévisé Warda, obtenant à cette occasion le premier prix au Festival des télévisions arabes du Caire. Il a joué dans d'autres feuilletons télévisés dont Ommi Traki, Ihtimalat (Hypothèses), Halima, Risalat hob, Amwej (Vagues), Mnamet Aroussia et Hssabet w Aqabet.
Au cinéma, Khalsi joue notamment dans Automne 86 de Rachid Ferchiou, Les Baliseurs du désert de Nacer Khémir et Redeyef 54 d'Ali Labidi.
En 2003, il est décoré des insignes de l'Ordre du mérite national. À la suite de son décès, le 9 avril 2007, il est inhumé le 10 avril au cimetière du Djellaz.

## Filmographie

### Cinéma
- 1984 : Les Baliseurs du désert de Nacer Khémir
- 1989 : Automne 86 de Rachid Ferchiou
- 1999 : Redeyef 54 d'Ali Labidi
- 2002 : Khorma de Jilani Saadi

### Télévision
- 1969-1971 : Ommi Traki : Hassen
- 1993 : Warda
- 1994 : Amwej
- 1995 : Bab El Khoukha
- 1999 : Anbar Ellil : Taher Blach
- 2000 : Mnamet Aroussia : Hédi Azzouz
- 2002 : Gamret Sidi Mahrous : Baccar Mahrous
- 2002 : Itr Al Ghadhab : Kassem
- 2004 : Hssabet w Aqabet : Abdelwahed
- 2005 : Chara Al Hobb : père de Najwa